# TATSURO FROM NIAGARA
『TATSURO FROM NIAGARA』（タツロウ・フロム・ナイアガラ）は、2009年3月21日に発売された山下達郎通算4作目のコンピレーション・アルバム。1980年7月10日に発売された『TATSURO YAMASHITA FROM NIAGARA』の新装ジャケットによる、ナイアガラ・レーベル公認カタログ。 

## 解説
本作は、2008年リリースの30周年盤『NIAGARA CALENDAR』の序文で大瀧詠一が記したとおり、これまでナイアガラ・レーベルにおいて非公認扱いだった『TATSURO YAMASHITA FROM NIAGARA』を、中山泰デザインによる新装で公式カタログ化したもの。『SONGS』と『NIAGARA TRIANGLE Vol.1』より山下達郎がボーカルをとった楽曲を中心に、未発表音源を加えて再構成されている。
『TATSURO YAMASHITA FROM NIAGARA』を、大瀧は一切聴いていなかったという。理由について大瀧は、「どんな曲順だったか興味もなかったし。でも、なんか適当な曲順だなとは思ってたけどね」と答えている。リリースそのものに対しても「あれはね、当時のコロムビアのディレクターがやったものだからさ。12枚目の契約だったんだからさ。12枚目の契約をあえてナイアガラに替わってやってくれたわけだから。契約不履行で訴えられなかったのはこれのおかげで。ありがたかったけど、今にして思えばね。それでやっとここへきてほぼ30周年ということで。'80年に出てるからね。30周年目のところで、コロムビアとの契約がようやくコンプリートになると。ようやく契約を完全履行というかね」と考えているという。そして、本作リリースの経緯については「シュガー・ベイブで始まって、山下達郎の『TATSURO YAMASHITA FROM NIAGARA』で終わってるのがナイアガラのエレック ⁄ コロムビア時代。ご存知の通り、大瀧個人のレーベルじゃなくて、いろんな人でやっていこうっていうことだったんだけど、一人減り二人減りしてしまって、ばんやむを得ずああいう形になったっていうことですね。理想はもっとたくさんのアーティストがいる予定だったんだけど。そういう意味では山下君が最初と最後を飾ってくれて。大瀧の個人レーベルというか、それだけではないということを印象付けてもらうためにも。でもこれをオフィシャルな形でやるとは思わなかったけど、山下君がやったらどうって言ってくれたんで、それならって。継子扱いするのも気の毒だから。もともと12枚目だったんだから、ここで締まったからありがたかったですよ」という。
ナイアガラに残された山下関連の音源は『TATSURO YAMASHITA FROM NIAGARA』収録曲ですべてなので曲目自体は変らないものの、曲順は大瀧の意向で大きく変更された。10曲入りで考えたとし、『TATSURO YAMASHITA FROM NIAGARA』同様A面の1曲目を「DOWN TOWN」にした事については「イントロが出てきただけで、もう背中がゾクゾクする感じがあるね。だから今回も<DOWN TOWN>からはじめさせてもらったけれども」という。そして「<今日はなんだか>でA面をひっくり返して。5曲、5曲だね。<ドリーミング・デイ>はB面の頭以外、考えられないんだよね。とにかく最初にくる感じですよね。<ドリーミング・デイ>で始まるっていうのも一興なんですよ。ただ、『SONGS』と『トライアングル』って音が全然違うので、『トライアングル』の曲で始めちゃうとたいへんなものがあるんですよ、実は。それは録りのときから全部わかってることなので。そこの面を合わせようと思っても音質的にあわないものがあるので。だから『SONGS』ではじめないと統一感が取れない」として、『SONGS』を基本に曲順が決められたという。
M-1「DOWN TOWN」、M-2「SHOW」、M-5「今日はなんだか」は30周年盤『SONGS』の2005年マスターを使用。M-3「パレード」はピアノの前奏とエンディングのアヴァンギャルドなパートがカットされた、笛吹銅次による1995年のリミックス・バージョン。M-6「ドリーミング・デイ」、M-4「遅すぎた別れ」、M-8「フライング・キッド」は30周年盤『NIAGARA TRIANGLE Vol.1』発表時に制作されたものの未使用だった2006年マスターB。M-7「すてきなメロディー」、M-9「雨は手のひらにいっぱい」、M-10「過ぎ去りし日々」は30周年盤『SONGS』2005年マスターを使って新たにリマスタリングしたもの。M-12「ドリーミング・デイ」のモノ・バージョンは1995年のデジタル・リマスター。初回盤は三方背BOX仕様。

## 収録曲
1. DOWN TOWN  –  (4:24)
作詞 / 伊藤銀次    作曲・編曲 / 山下達郎
2. SHOW  –  (3:28)
作詞・作曲・編曲 / 山下達郎
3. パレード  –  (4:02)
作詞・作曲・編曲 / 山下達郎
4. 遅すぎた別れ  –  (4:19)
作詞 / 伊藤銀次    作曲・編曲 / 山下達郎
5. 今日はなんだか  –  (4:29)
作詞 / 山下達郎・伊藤銀次    作曲・編曲 / 山下達郎
6. ドリーミング・デイ  –  (4:21)
作詞 / 大貫妙子    作曲・編曲 / 山下達郎
7. すてきなメロディー （幻カズー入り）  –  (2:36)
作詞 / 伊藤銀次・大貫妙子・山下達郎    作曲 / 大貫妙子・山下達郎    編曲 / 山下達郎
「消してしまったエンジニアとして責任取ってまた復活させましたよ」[3]という大瀧の意向により、当時録音されていたものの最終ミックスの段階で消されたカズーが入っている。
8. フライング・キッド  –  (3:54)
作詞 / 吉田美奈子    作曲・編曲 / 山下達郎
9. 雨は手のひらにいっぱい  –  (3:47)
作詞・作曲・編曲 / 山下達郎
10. 過ぎ去りし日々 “60's Dream”  –  (3:32)
作詞 / 伊藤銀次    作曲・編曲 / 山下達郎
BONUS TRACKS
11. 幸せにさよなら （山下ヴォーカル・バージョン）  –  (3:49)
作詞・作曲・編曲 / 伊藤銀次
シングル・バージョンは伊藤、山下、大滝が別々に歌ったものを編集されていたが[注釈 11]、山下ヴォーカル・バージョンは初出。山下によれば、中間部のサビは最初から伊藤のソロと決まっていたのでその箇所は歌っていないという。そして歌は伊藤のヴォーカルを聴きながら歌っているので、後半部こそ自分の歌い方になっているけれど、歌いだしは伊藤の歌い方の真似になっていて、1回しか歌っていないという。
12. ドリーミング・デイ （シングル・モノ・バージョン）*MONO  –  (4:03)
作詞 / 大貫妙子    作曲・編曲 / 山下達郎
シングルとして発売されたもの[注釈 11]。
13. SUGAR （オリジナル・ミックス）  –  (5:54)
作詞・作曲・編曲 / 山下達郎
アルバム『SONGS』[注釈 2]制作時、最初にミックスしてNGとなったバージョン。収録の経緯について大瀧は「デモ・ミックスが残ってるんですよ、6曲くらい。本当にデモだから世に出せるものじゃないんだけど、この<SUGAR>だけはそのオリジナル・ミックスを入れました、今回。とある理由で当時はNGだったんだけれども、その懸案の部分をデジタルの技術で修復して。あとはほとんど同じ。製品版で出たのは、テープが止まってもう一度スタートするところがあって。あれはマスター･テープをかけてミックスのときに音を入れてるんだよね。だから音質が孫ぐらいの世代になってたんじゃないかな。それでベースがブーミーなんです。あれだけベースがブーブーいうのは2チャンネルをかけてダビングしながら、さらに2チャンネルに録音してるから。昔のアナログはコピーするとテレコの特性から言ってハイは落ちるし、ブーミーになるんですよ。そういうので、やたらにブーブーいってるんだけど、オリジナルはこうだったっていうのを今回初めて出した。だからテープを途中で止めたりとかっていう部分はないです。最初からスルーで入ってる」[3]という。

## クレジット
| Re-Mastering Data                                     |
| D/D Transfers by 内藤哲也 at Sony Music Studios Tokyo |
| Mastering by 笛吹銅次 at Fussa 45 Studio, Fussa       |
| Design 中山泰                                         |
|                                                       |
| Thanks to Smile Company, 田中祐二                     |
| Director 城田雅明                                     |
| Supervisor 山下達郎                                   |
|                                                       |
| Producer 大瀧詠一 (The Niagara Enterprises)           |

## リリース日一覧
| 地域 | アーティスト | タイトル                       | リリース日    | レーベル                     | 規格 | カタログ番号                 | 備考                                                              |
| ---- | ------------ | ------------------------------ | ------------- | ---------------------------- | ---- | ---------------------------- | ----------------------------------------------------------------- |
| 日本 | 山下達郎     | TATSURO YAMASHITA FROM NIAGARA | 1980年7月10日 | NIAGARA ⁄ COLUMBIA           | LP   | AX-7269-E (NGLP-523, 524-YT) | 大滝詠一非監修作品。                                              |
| 日本 | 山下達郎     | TATSURO YAMASHITA FROM NIAGARA | 1980年7月10日 | NIAGARA ⁄ COLUMBIA           | CT   | CAY-1188                     | カセット同時発売。                                                |
| 日本 | 山下達郎     | TATSURO FROM NIAGARA           | 2009年3月21日 | NIAGARA ⁄ Sony Music Records | CD   | SRCL 5010                    | ナイアガラ・レーベル公認カタログ。初回仕様限定盤は三方背BOX仕様。 |